# 姚彥渠
姚彥渠（?—?），字溉若，號巽園。浙江歸安（今浙江湖州）人。清代經學家。
早年為諸生，生平不詳。著有《春秋會要》四卷、《禹貢正詮》四卷等書。另有《菱湖志》，未刊。

## 外部連結
- 中國哲學書電子化計劃《禹貢正詮》